# Allium suaveolens
Allium suaveolens — вид трав'яниста рослина родини амарилісових, поширена у Центральній і Південній Європі.

## Опис
Квітконосне стебло заввишки 60–70 см, циліндричне навіть під суцвіттям. Квітки світлі або темно-рожеві, залежно від різних ділянок, на яких зростає цей вид. 

## Поширення
Поширений у середній і південній Європі (Австрія, Німеччина, Угорщина, Швейцарія, Албанія, Балканський півострів, північ Італії, Франція).
Він надає перевагу ґрунтам, багатим поживними та лужними мінералами, але може рости на нейтральних, суглинкових, глинистих та дернових ґрунтах.

## Загрози та охорона
Інформація про загрози для цього виду відсутня. У Швейцарії та Німеччині вид має статус EN, в Угорщині й Італії — VU. У Франції вид захищений в регіоні Ельзас.
Квіти Allium suaveolens